# Chapelle Saint-Riquier d'Héricourt-en-Caux
La chapelle Saint-Riquier est une chapelle catholique située à Héricourt-en-Caux (Seine-Maritime), en France. Elle est inscrite au titre des monuments historiques depuis 1934.

## Historique
L'édifice actuel est bâti en remplacement d'une chapelle du XIIe siècle et du XVIe siècle. La chapelle est reconstruite vers 1715.
L'édifice est restauré en 1824.
L'édifice est inscrit au titre des monuments historiques par arrêté du 12 novembre 1934.

## Description
La chapelle est faite de pierre et silex.
Le chevet est bâti en cul-de-four.
Trois statues sont conservées dans l'église, une Vierge à l'Enfant, un saint Gilles et une dernière représentant saint Riquier.